# Ventilconvettore

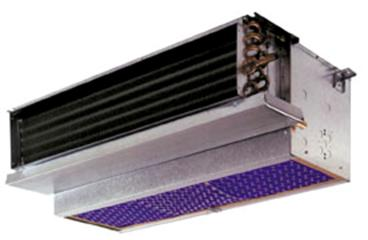
Ventilconvettore orizzontale.

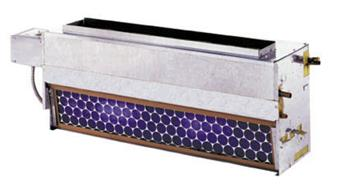
Ventilconvettore verticale.

Il ventilconvettore (in inglese fan coil unit), chiamato anche aerotermo per le installazioni a soffitto, è un terminale utilizzato negli impianti di riscaldamento e climatizzazione. Trova largo impiego soprattutto negli impianti di climatizzazione misti aria/acqua.

## Classificazione
In base alla loro collocazione, esistono due tipologie costruttive di ventilconvettori:
- quelli da posizionare a parete
- quelli da posizionare su pavimento

In base alla struttura del sistema:
- Unità centrale, l'elemento che agisce sulla temperatura è unico ed ha varie tubature che raggiungono i vari ambienti
- Più unità, il sistema è distribuito nei vari ambienti

## Struttura
Un ventilconvettore (abbreviato con VC o FC) è costituito da un carter metallico all'interno del quale sono presenti una o due batterie di scambio termico aria/acqua, un ventilatore, un filtro dell'aria, una vaschetta per la raccolta della condensa nel solo caso in cui venga usato per scopi di raffreddamento (l'aria, raffreddandosi a seguito dello scambio termico, subisce una parziale condensazione del vapore acqueo in essa presente); all'esterno presenta i collegamenti con le reti dell'acqua calda e/o refrigerata.
Per installazioni a vista, possono essere dotati di un mobile di copertura che maschera la struttura, i collegamenti elettrici, l'eventuale comando e i collegamenti idraulici con le eventuali valvole di intercettazione.
Nei sistemi ad una sola batteria di scambio termico (2 tubi) il fluido di scambio, caldo o freddo che sia, circola sempre negli stessi tubi, per cui si può avere, nello stesso periodo, o solo riscaldamento (con acqua calda) o solo condizionamento (con acqua refrigerata). Nei sistemi a due batterie di scambio termico (4 tubi), invece, è possibile utilizzare sia il fluido caldo che il fluido freddo nello stesso periodo di utilizzo: con l'ausilio di valvole all'ingresso, viene scelto quale batteria e quindi quale fluido utilizzare in base alla temperatura richiesta in ambiente, quindi è possibile, nello stesso periodo, scegliere se riscaldare o raffrescare a seconda delle necessità. Esisteva anche una versione con 3 tubi, ormai andata in disuso; questo sistema sfruttava due tubi di mandata, uno per l'acqua calda e uno per quella fredda, ed un solo tubo di ritorno, in cui il fluido in uso di volta in volta veniva scaricato, e richiedeva un notevole impegno dal punto di vista impiantistico a fronte del risparmio di una sola tubazione.

## Funzionamento

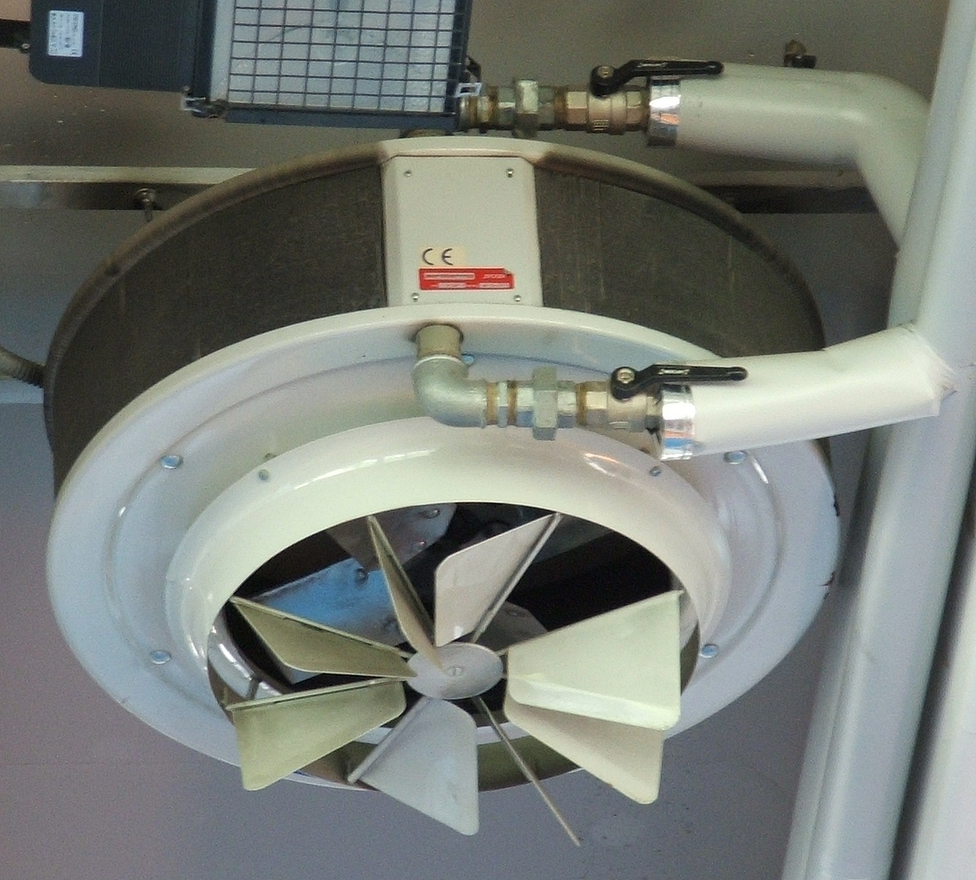
Un ventilconvettore a soffitto per il condizionamento

Il ventilconvettore è un'unità a "tutto ricircolo" di aria.
L'aria ambiente viene prelevata dal ventilatore, passa attraverso il filtro, dove si libera delle polveri grosse, viene spinta verso la batteria di scambio termico, dove, per convezione forzata, scambia calore con l'acqua prima di essere espulsa (in caso di riscaldamento il calore viene prelevato, mentre in caso di raffreddamento viene ceduto).
Quando l'aria viene raffreddata, si opera anche una deumidificazione, in quanto l'aria, raffreddandosi, riduce la sua capacità di trasporto dell'umidità, la quale si condensa in acqua, che cade nella vasca di raccolta della condensa e viene fatta evacuare per caduta (o gravità) oppure viene espulsa tramite una pompa di rilancio.
Come già accennato, i VC vengono largamente utilizzati negli impianti di climatizzazione misti aria/acqua, con lo scopo di controllare la temperatura, mentre la UTA (Unità trattamento aria) controlla l'umidità e il ricambio.
Minore utilizzo si ha in caso di solo riscaldamento o solo raffreddamento, associato ad un ricambio dell'aria di tipo naturale, non controllato e quindi con un funzionamento tipico da termoconvettore.